# Roland Guenter
Roland Guenter (Herford, 21 aprile 1936) è uno storico dell'arte tedesco.
È stato un pioniere nel salvataggio di edifici industriali dalla demolizione. È autore di numerose pubblicazioni sulla cultura industriale del territorio della regione della Ruhr e delle sue seconde patrie: l'Italia e i Paesi Bassi. Inoltre Roland Guenter è il primo presidente della Deutscher Werkbund ("Lega tedesca artigiani") della Renania Settentrionale-Vestfalia.

## Formazione professionale
Dopo la maturità Guenter ha studiato storia dell'arte a Monaco di Baviera e si è laureato nel 1965 con la tesi muri, finestre e luce nell'architettura tardoantico e paleocristiano. In seguito ha lavorato per il ministero dei monumenti renano a Bonn, dove ha pubblicato una delle opere d'inventario di una città tedesca, Oberhausen, dal punto di vista della cultura industriale. Nel 1971 è stato professore d'arte e di teoria della cultura all'istituto superiore di qualificazione professionale e d'arte all'Università di Amburgo. Nel 1997 è andato in pensione e da allora lavora come libero autore. Dal 2003 è presidente del Deutscher Werkbund NW. L'architetto Bernhard Küppers gli ha eretto una biblioteca privata a Eisenheim in Oberhausen.

## Opera

### Colonia Eisenheim e territorio della Ruhr
Originariamente, nei primi anni 1970, voleva documentare con un gruppo di studenti la più vecchia colonia di operai nel territorio della Ruhr, Eisenheim, a Oberhausen, prima della demolizione. In seguito questo gruppo ha diretto la protesta degli abitanti contro la demolizione della loro colonia secondo il modello delle iniziative civiche. Per analogia hanno coniato il termine “iniziative degli operai”. Successivamente nel territorio della Ruhr sono nate una decina di queste iniziative. Venivano consigliate da Roland Guenter e altri intellettuali critici che aiutavano con le loro conoscenze nei rapporti con la stampa, coi politici e con le questioni giuridiche. Durante questo movimento delle iniziative degli operai veniva conservata una gran parte delle colonie degli operai del territorio della Ruhr. Oggi molte di queste sono monumenti nazionali e fanno parte del percorso della cultura industriale. Nel 1974 Roland Guenter si è stabilito con la sua famiglia (Janne Guenter e le figlie Bettina e Birgitta) nella colonia Eisenheim, che è divenuta un centro di ricerche nella quale sono stati pubblicati molti studi sulla cultura degli operai e dell'industria.
Nel contesto della “fotografia degli operai” Guenter ha compreso la fotografia come arma. È stato partecipe di una considerazione nuova di monumenti industriali e colonie di operai. Come consigliere e autore ha partecipato alla Mostra Internazionale di Costruzione del Parco Emscher (IBA). Secondo Gert Seltmann, l'amministratore dell'IBA, “La valle dei re”, il libro di viaggio di Guenter sul territorio della Ruhr fatto per l'IBA, è stato “nel 1994 il libro di viaggio più venduto in Germania”. Inoltre nel 1996 Guenter ha realizzato il progetto delle “strade parlanti”: tavole di smalto messe sulle case raccontano vivacemente gli aspetti della storia e della vita quotidiana dei loro abitanti.

### Italia e Paesi Bassi
Sin dai tempi scolastici Guenter ha frequentemente visitato l'Italia. Come storico d'arte è stato affascinato dalla pittura del Rinascimento, e soprattutto dall'architettura urbana. Sostiene la tesi che lo studio degli spazi dell'architettura rinascimentale si riferiva strettamente all'uomo e questo dovrebbe essere importante anche per la pianificazione urbanistica attuale. Negli anni settanta sono nate analisi dello spazio a Roma (Piazza di Spagna) e Venezia. Più tardi seguivano libri di viaggio, tra l'altro della Toscana, Anghiari, Urbino, Ravenna e Rimini. Negli ultimi anni è interessato alle idee dei "luoghi poetici", realizzati nella Valmarecchia nell'Appennino da Tonino Guerra, lo sceneggiatore di Fellini, e da Gianni Giannini. Con delle sculture e rilievi i "luoghi poetici", situati in luoghi interessanti, raccontano delle storie e invitano a fare una sosta.
Anche dai Paesi Bassi Guenter ha preso sempre nuovi impulsi per la creazione di una città umana. Ha imparato molto dalla pianificazione urbanistica, soprattutto però ha studiato la disubbidienza civile contro una distruzione urbanistica tecnocratica. La mentalità ribelle di tanti olandesi la si spiega con la loro storia, servendosi della pittura come fonte. Ha anche pubblicato una guida di viaggio su Amsterdam.

### Anghiari
Il Consiglio Comunale di Anghiari (AR) il 4 novembre 2006 gli ha conferito la cittadinanza onoraria, per aver, in tanti anni di studio e lavoro, approfondito aspetti dell'urbanistica dei centri minori della Toscana ed in particolare di Anghiari. Le opere scritte da Gunter sulla Toscana hanno permesso a tantissimi cittadini tedeschi di visitare la Toscana con una conoscenza più approfondita. Difatti nelle varie pubblicazioni Gunter ha tratteggiato con dovizia di particolari le usanze, i costumi, le conoscenze, la storia e le "storie", insomma la vera vita vissuta. I suoi libri sono ricchi di documentazione fotografica: case, palazzi, vie, monumenti, persone, ecc., oltre alle testimonianze dirette di tanta gente che Gunter ha nel tempo intervistato. Con il suo operato possiamo ben dire che il prof. Roland Gunter è un portavoce eccezionale, un animatore culturale, vivo e sensibile alle necessità che emergono, per costruire davvero l'unità europea.

## Pubblicazioni
- Krupp und Essen. In: Martin Warnke (Hg.), Das Kunstwerk zwischen Wissenschaft und Weltanschauung. Gütersloh 1970, S. 128/174.
- Rettet Eisenheim. Gegen die Zerstörung der ältesten Arbeitersiedlung des Ruhrgebietes. Projektgruppe Eisenheim. Bielefeld.1. Auflage 1972
- Oberhausen. Die Denkmäler des Rheinlandes, Bd. 22. Düsseldorf 1975. (Manuskriptabschluß 1969)
- Keine Zukunft für unsere Vergangenheit? Denkmalschutz und Stadtzerstörung. Gießen 1975 (con Heinrich Klotz e Gottfried Kiesow).
- Handbuch für Bürgerinitiativen. West-Berlin 1976 (con Rolf Hasse)
- Rom – Spanische Treppe. Hamburg 1978 (con Wessel Reinink e Janne Günter)
- Kultur-Katalog. Hamburg 1979 (con Rolf Rutzen)
- Fotografie als Waffe. Zur Geschichte und Ästhetik der Sozialfotografie. Reinbek 1982 (1. Auflage 1977)
- Toskana. Ein Reisebuch. Gießen 1985.
- Von Rimini nach Ravenna. Ein Reisebuch. Gießen 1988 (con Janne e Birgitta Günter)
- Anders reisen Amsterdam. Ein Reisebuch in den Alltag. Reinbek 1990 (zuerst 1982, aktualisierte Neuauflage 1990).
- Amsterdam: Die Sprache der Bilderwelt. Mediale und ästhetische Aspekte einer historischen Kultur, insbesondere am Beispiel der Stadt-Kultur von Amsterdam. Berlin 1991 (Habilitationsschrift, 1986)
- Aufbruch in Troisdorf. Herausgegeben vom Kulturamt der Stadt Troisdorf. Essen 1992, (con Tonino Guerra)
- Im Tal der Könige. Ein Reisebuch zu Emscher, Rhein und Ruhr. Essen 1994. (im Auftrag der IBA Emscher Park)
- Hexenkessel. Ein Reisebuch zu Sachsen-Anhalt. Halle 1998 (im Auftrag der Expo Sachsen-Anhalt)
- Poetische Orte. Im Tal der Marecchia zwischen dem Hochappennin und Rimini. Essen 1998
- ›Sprechende Straßen‹ in Eisenheim. Essen 1999 (con Janne Günter)
- Besichtigung unseres Zeitalters. Industriekultur in Nordrhein-Westfalen. Essen 2001
- Das süße Leben. Ein neuer Blick auf das Alter und die Chancen schrumpfender Städte. Essen 2005, (con Stephan Alexander Vogelskamp)
- Weltstar Hans Sachs-Haus. Bedrohtes Demokratie-Denkmal - Aufbruch statt Abbruch. Essen 2006, (mit weiteren Autoren, hg. vom Deutschen Werkbund NW)
- Stadt-Kultur und frühe Hofkultur in der Renaissance. Zusammenhänge zwischen Politik und Ästhetik. Essen 2003
- Anklage und Vision. Das Museum >Quadrat< für den Bauhaus-Meister Josef Albers in Bottrop von Bernhard Küppers. Essen 2006.
- Eine Stadt in der Toskana. Das Gewebe von Geschichte, Stadt-Entwicklung, Architektur und Bilder-Welt. Essen 2006
- Goti, Longobardi, Franchi, Lanzi, Austriaci, Tedeschi nelle memorie popolari toscane. Sestino-Arezzo 2006 (edito da Vittorio Dini)